# Raziskovalno-izobraževalni center Ekonomsko-poslovne fakultete v Mariboru
Raziskovalno-izobraževalni center je organizacijska enota, ki združuje raziskovalno dejavnost Ekonomsko-poslovne fakultete v Mariboru.
Center združuje naslednje inštitute:
- Inštitut za marketing
- Inštitut za ekonomske odnose s tujino
- Inštitut za ekonomsko diagnozo in prognozo
- Inštitut za organizacijo in informatiko
- Inštitut za finance in bančništvo
- Inštitut za gospodarsko pravo
- Inštitut za operacijske raziskave
- Inštitut za tehnologijo
- Inštitut za transport in poslovno logistiko
- Inštitut za računovodstvo, revizijo in davščine
- Inštitut za podjetništvo in management malih podjetij
- Inštitut za razvoj mamagementa
- Inštitut za projektni management
- Inštitut za jezike in tuje poslovne jezike